# Dreuil-Hamel
Dreuil-Hamel est une ancienne commune française (dans le département de la Somme) aujourd'hui intégrée à celle d'Airaines.
Par arrêté du 26 septembre 1972 (Journal officiel du 3 janvier 1973) avec effet au 1er octobre 1972, Dreuil-Hamel est rattachée à Airaines (fusion simple) ; le code Insee de Dreuil-Hamel est 80255.

## Géographie
Dreuil-Hamel est un quartier d'Airaines. Situé juste à l'ouest, cet ancien village en forme aujourd'hui un prolongement logique, puisque l'habitat n'est pas interrompu dans le creux de cette petite vallée, où serpente, depuis Allery une petite rivière, nommée l'Airaines. La Route départementale no 936 longe cette vallée, en parallèle sur le plateau, côté sud, en direction d'Oisemont.

## Administration
Bien que très proche d'Airaines (canton de Molliens-Dreuil), Dreuil-Hamel dépendait du canton d'Hallencourt.
Depuis 1972, Dreuil-Hamel a perdu son autonomie et pris le statut de simple quartier périphérique d'Airaines.
| Période                                             | Identité              | Parti | Qualité |
| --------------------------------------------------- | --------------------- | ----- | ------- |
| 1805                                                | Jean Charles Lenglet  |       |         |
| ... -...                                            | Louis Sinoquet        |       |         |
| ... -...                                            | Omer (Alexis) Croutte |       |         |
| ... -1972                                           | Alban Martin          |       |         |
| Les données antérieures ne sont pas encore connues. |                       |       |         |

## Démographie
| 1851                | . | . | . | 1954 | . |
| ------------------- | - | - | - | ---- | - |
| 489                 | . | . | . | 242  | . |
| Nombres jusque 1972 |   |   |   |      |   |

La population a diminué de moitié en un siècle, etc. remarquable exemple d'exode rural.

## Histoire
- 25 juin 1514 : Le curé de Dreuil opère une transaction avec la famille Canesson (ou Cannesson).
- Après 1790, le sort des 2 cloches de l'église (signalées en 1688 ?) est inconnu.
- 1792 : Le curé de Dreuil et celui de la paroisse airainoise de Dourier (proche voisine car en prolongement immédiat de l'habitat par l'Est, au vocable Saint-Riquier, et qui sera supprimée 10 ans plus tard) veulent se partager la dîme d'un domaine, aux dépens de l'Hôtel-Dieu d'Airaines.
- janvier 1805 : La commune de Dreuil annexe Le Hamel, hameau voisin (un peu plus à l'Ouest). Le Conseil Municipal décide que l'appellation du village sera désormais Dreuil-Hamel.

La même année, bénédiction de 2 cloches neuves, destinées à remplacer celles ayant disparu 10 ou 15 ans auparavant, pendant la Révolution.
- 1849 : Comme dans toutes les communes de France, la population masculine majeure put, pour la première fois, aller voter grâce à l'instauration du suffrage universel.

Voici la répartition (en nombre) de quelques patronymes des électeurs :
| Barbier, 3 Blondin, 9 Bonnard, 4 Croutte, 1 Damonnéville, 1 Dècle, 2 Delaporte, 2 | Demachy, 1 Dumeige, 1 Dupuis, 1 Gosselin, 1 Guilbert, 1 Havet, 1 Hetru, 6 | Lefebvre, 2 Lenglet, 10 Leroy, 1 Leullier, 1 Magnier, 2 Marchand, 3 Maurice, 4 | Normand, 2 Poiret, 1 Polleux, 1 Rançon, 4 Sannier, 25 Sinoquet, 13 |

- 1897
- Première Guerre mondiale : Le village dut payer, comparativement à d'autres localités de même taille, un assez lourd tribut, puisque 26 de ses « enfants » furent alors sacrifiés pour la Patrie. En voici la liste établie à partir de la plaque qui était fixée à l'intérieur de l'église et qui fut photographiée après 1991 par un des membres de l'Association de Sauvegarde de l'église (1re mouture).

| CHOISY Arthur CHOISY Théophile CROUTTE Philogène DACHEUX Léon DARRAS Henri DEFRANCE Aimable DEMACHY Marius DROCOURT Paul DUPONT Albert HÉTRU Laurent LEBLOND Emile MANTEL Camille MARTIN Florent | MIANNAY Abel PINEL Emilien PINEL Julien PRUVOT Gabriel RANÇON Alfred RANÇON Gustave SANNIER Clovis SANNIER Gédéon SAVEUSE Alexandre SINOQUET Fernand SINOQUET Léon SINOQUET Léonard VÉRITÉ Léon | Reste à déterminer : où était précisément fixée cette plaque, et ... ce qu'elle est devenue ! |

- Jusque l'Entre-deux-guerres, la grande majorité des habitants ne disposait que de faibles revenus. À part une ferme (qui, ancien manoir, fut longtemps la seule), et le Café du Pont-Neuf (aujourd'hui disparu et situé où fut bâtie la Mairie-École), l'activité locale se résumait à la culture de lopins de terre. Les ressources de ces « ménagers » habitant de fort modestes maisons ne pouvaient suffire. Bon nombre d'entre eux complétaient leurs revenus par un travail sur leur métier à tisser. Leur production de rouleaux de toile de jute était livrée aux fabriques du village proche, Allery.
- 1940 : Destruction d'une grande partie du village.
- 26 novembre 1948
- 15 septembre 1965
- 22 février 1972
- 1982

## Lieux et monuments

### Église

#### Vues anciennes

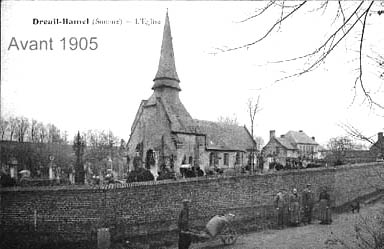
Entourée jadis de son cimetière, elle est bâtie sur la rive droite de la rivière qui fait justement une courbe et que traverse un pont.

L'église au clocher dominant un environnement très verdoyant, a été privée de ses fonctions cultuelles à la suite de la fusion de la commune avec Airaines. Cette désaffectation a contribué à une accélération de sa dégradation, depuis les années 1975.

#### Sursauts associatifs
Pratiquement deux décennies plus tard, un petit groupe d'habitants soucieux de préserver leur patrimoine, s'organisa en association qui fut déclarée officiellement le 3 mai 1991 pour « sauvegarder l'église de Dreuil-Hamel, comme lieu de manifestations culturelles et » envisager sa « réouverture partielle au culte » à l'occasion de « certaines cérémonies religieuses », telles que « mariages et enterrements ». Le siège social fut à la mairie d'Airaines.
Les aléas humains, les alternances municipales et les difficultés économiques locales (fermeture successive de plusieurs entreprises airainoises) ne permirent pas l'obtention des aides nécessaires, de sorte que peu à peu l'association sombra dans le découragement et le « sommeil ». Conscient du péril proche (après constat du délabrement du colmatage provisoire de la toiture réalisé quelques années plus tôt), un petit noyau de voisins de l'édifice s'est alors mobilisé pour reconstituer ou réanimer l' Association pour la sauvegarde de l'église de Dreuil-Hamel.
Si le siège social reste le même, le but en est légèrement affiné : remise « en état de l'église de Dreuil-Hamel, restauration de la couverture et du gros œuvre à des fins culturelles (centre d'expositions de peintures, sculptures), aménagement partiel d'une bibliothèque ». Le 8 mai 2005 une nouvelle équipe est déclarée en préfecture avec Albert Noblesse comme président.
Cette nouvelle tentative de préserver ce « témoin de pierre » du patrimoine architectural local réussira-t-elle ? Quelques jolis pavillons viennent de surgir à proximité immédiate (profitant et contribuant à l'agrément du site), mais les choses ne semblaient guère avoir « bougé » (prise de conscience peu partagée, subventions rares voire inexistantes, travaux non entamés ... donc catastrophe imminente !), jusqu'à ce que l'un des appels à l'aide financière (subventions) ait reçu, enfin, un accueil favorable, 11 mois après la « renaissance » de l'association.
Après de multiples contacts pris au niveau local, départemental et régional, pas moins de 7 dossiers de demandes de subventions furent déposés auprès de : la mairie d'Airaines, la DRAC, l'architecte des Bâtiments de France à Amiens (David Foucambert), la Fondation du Patrimoine (à Compiègne), la Sauvegarde de l'Art français (Paris-9e), la Fondation Maxime Goury-Laffont (Paris-17e), l'hebdomadaire du groupe de presse catholique Bayard Presse (Pèlerin).
Le dossier, présenté en concurrence avec de très nombreux autres projets, est l'un des 12 retenus pour l'année 2005 par Pèlerin (et son partenaire, la radio France-Info) qui envoya sur place une équipe pour réaliser un petit film-reportage, et a justifié le déplacement à Paris de 3 délégués de l'association.
Depuis sa fondation en 1990, ce concours Un patrimoine pour demain a permis la sauvegarde de plus de 220 « richesses du patrimoine de proximité ». Il est doté annuellement de 76 000 euros, qui sont répartis sur 10 à 15 « dossiers », désignés par Le Pèlerin et ses partenaires. En 2004, par exemple, furent déposées 150 demandes !
Avant l'église de Dreuil-Hamel, au moins trois autres localités de la Somme bénéficièrent de l'aide :
- Bouchoir et son calvaire - 9 600 euros, attribués pour 2004
- Fieffes et le maître-autel de son église - 7 500 euros, alloués pour 2003
- Mouflières et sa crucifixion (huile sur bois) - 4 500 euros, attribués pour 2004

L'édifice était, au vu de son état en avril 2006, très gravement menacé ... mais subsistait l'espoir que les travaux les plus urgents mentionnés sur les devis puissent commencer avant le retour de la mauvaise saison.
Le clocher est amputé de sa pointe et de son coq, la toiture est percée en de très nombreux endroits, la charpente a beaucoup souffert, les vitres (et vitraux) ont presque toutes été cassées par des vandales, les murs sont lézardés, l'intérieur dévasté, le mobilier renversé ou disloqué et la sacristie pillée !
À la fin de l'été 2007, le chantier n'avait toujours pas commencé, semble-t-il pour des raisons de délais nécessaires à débloquer certains financements et subventions.
Fin juillet 2008, l'édifice, après avoir subi d'autres assauts des intempéries et de quelques vandales, voit son état encore plus dégradé. La toiture présente désormais des trous béants, par exemple. L'inertie ou l'indifférence administrative locale, la démobilisation progressive ou le trop petit nombre des membres de l'association de sauvegarde, des difficultés techniques nouvelles ou des devis de travaux revus à la hausse ont bien failli vaincre les meilleures volontés soucieuses de ne pas voir disparaître cet élément « identitaire » du patrimoine picard ?

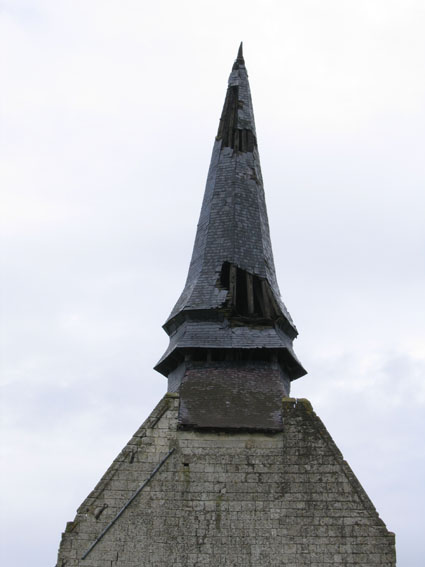
Face avant (ouest) du clocher à la couverture fort endommagée.
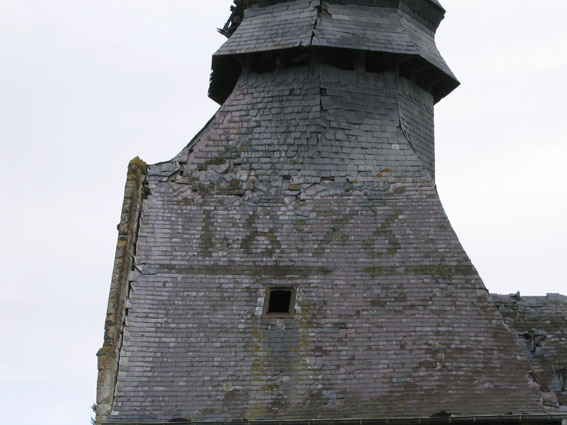
Des ardoises plus sombres (côté sud) indiquent la date de la couverture : 1876.
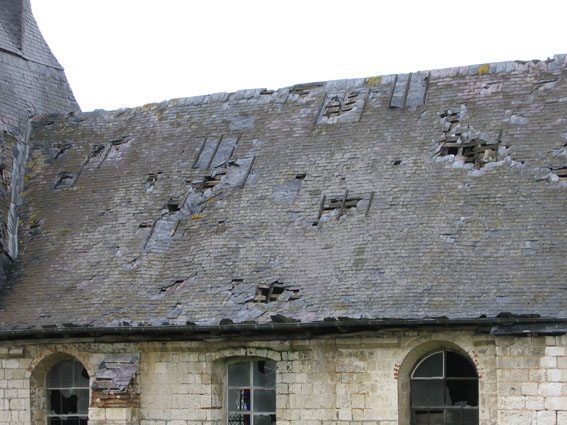
Le dernier rapiéçage (réalisé vers 1995-1998) de la toiture de la nef (par bandes de carton bitumé) ne suffit manifestement plus en avril 2006.
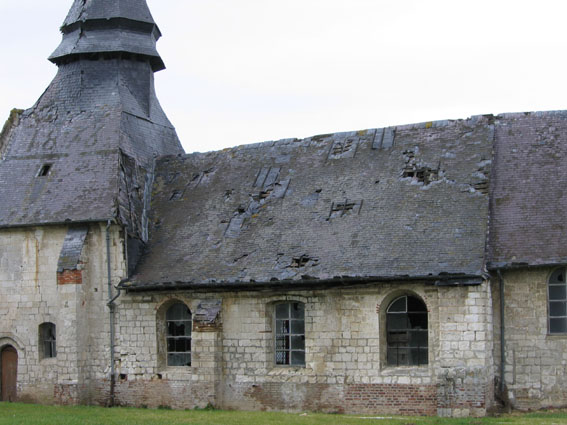
Côté Sud, 3 des fenêtres (aux vitres actuellement vandalisées) sont dépareillées (preuve de dégradations/réparations antérieures)
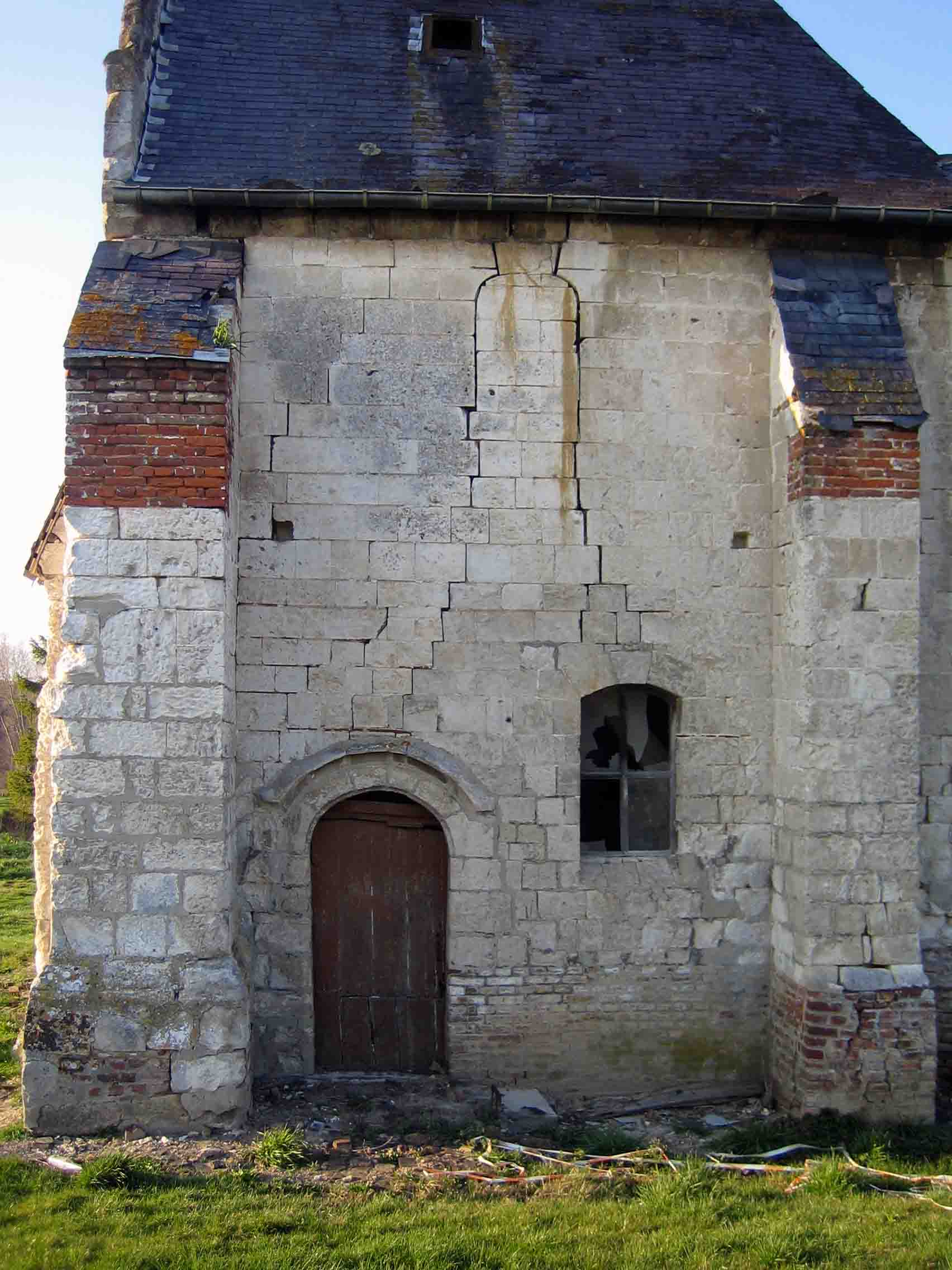
L'effondrement menace en avril 2006. Remarquez-vous, côté Sud, cette lézarde en forme de diapason ?
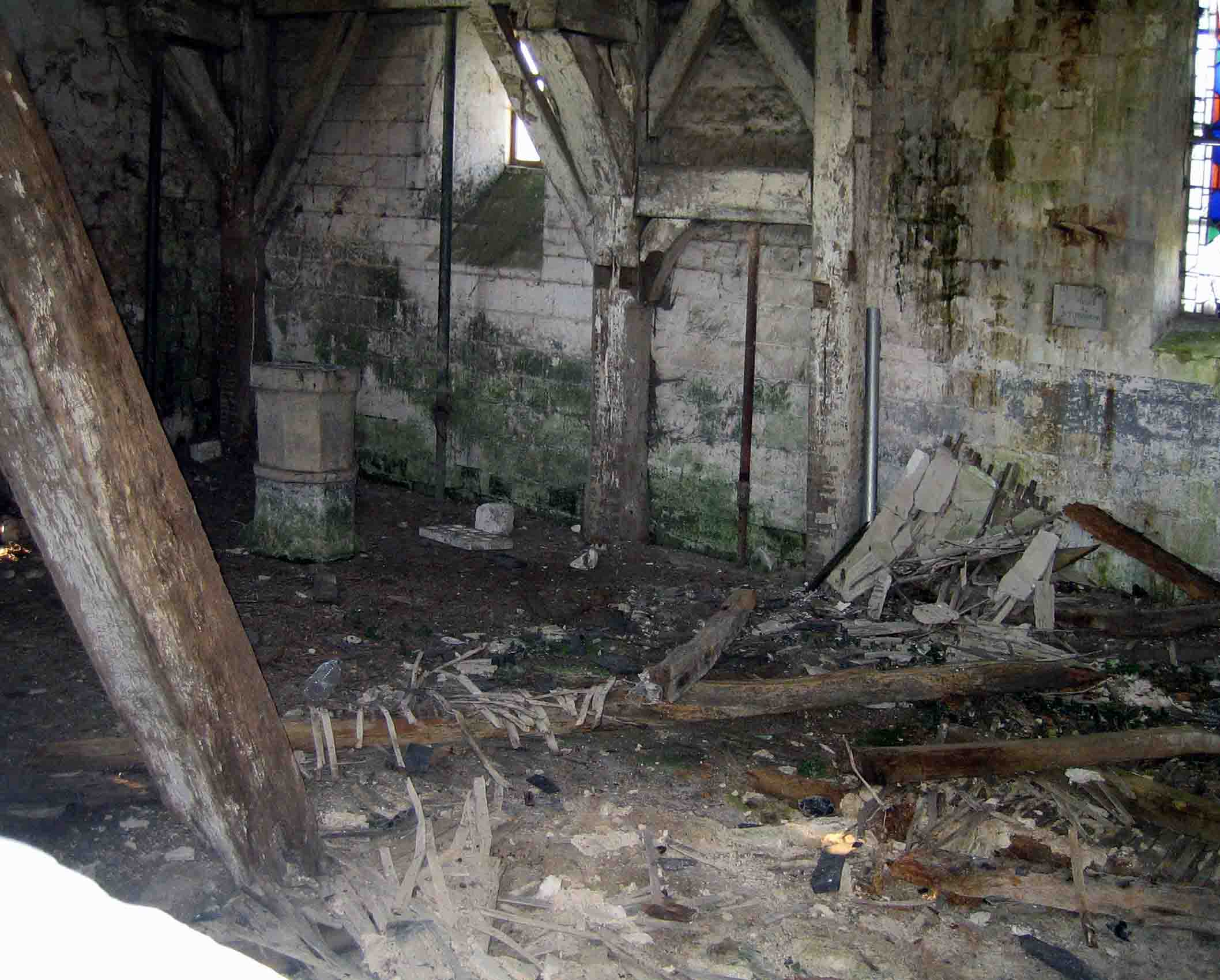
L'état d'abandon est tel que le sol est jonché des débris de plâtre et de lattis tombés de la voûte.
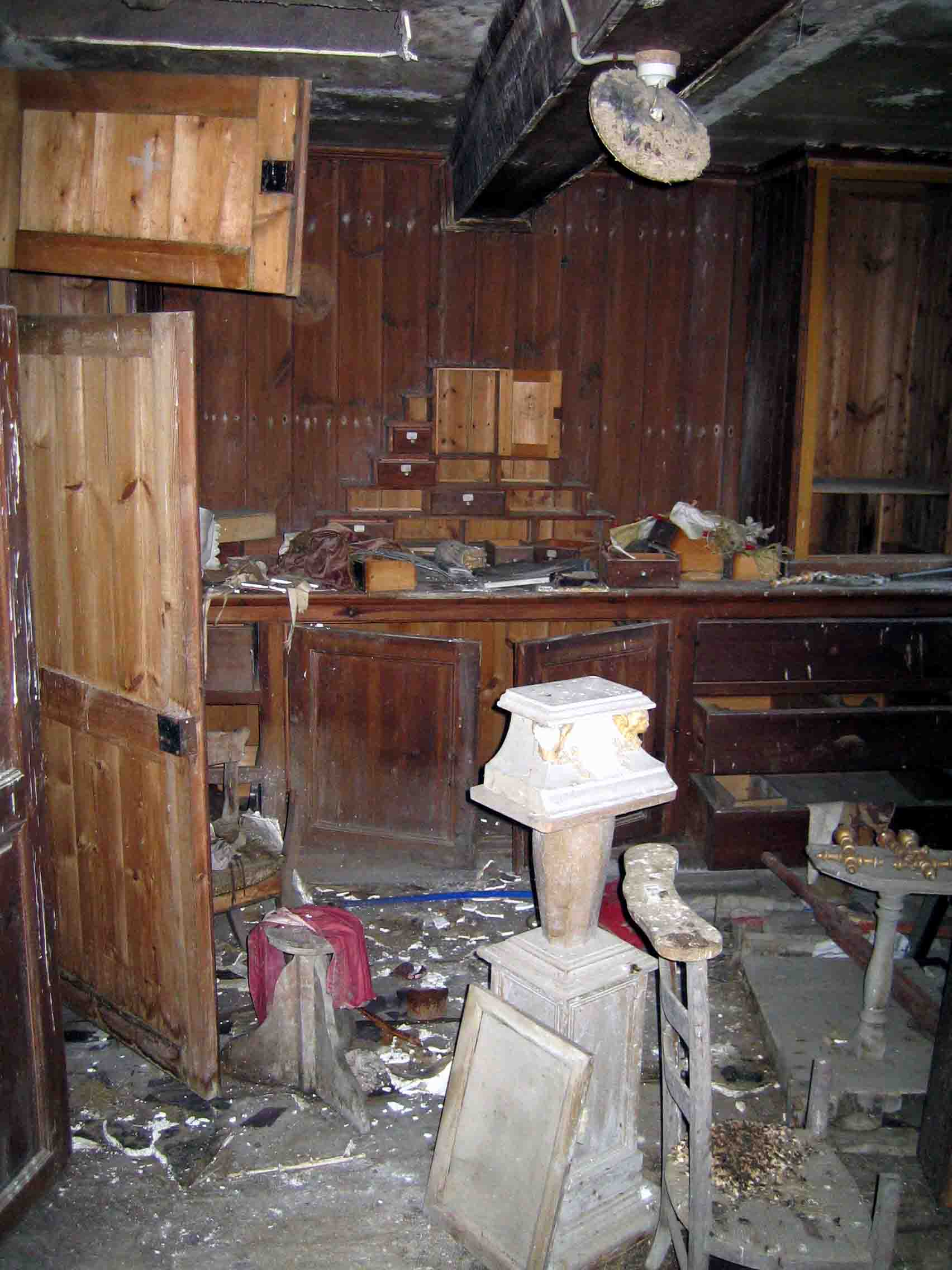
Dans la sacristie !
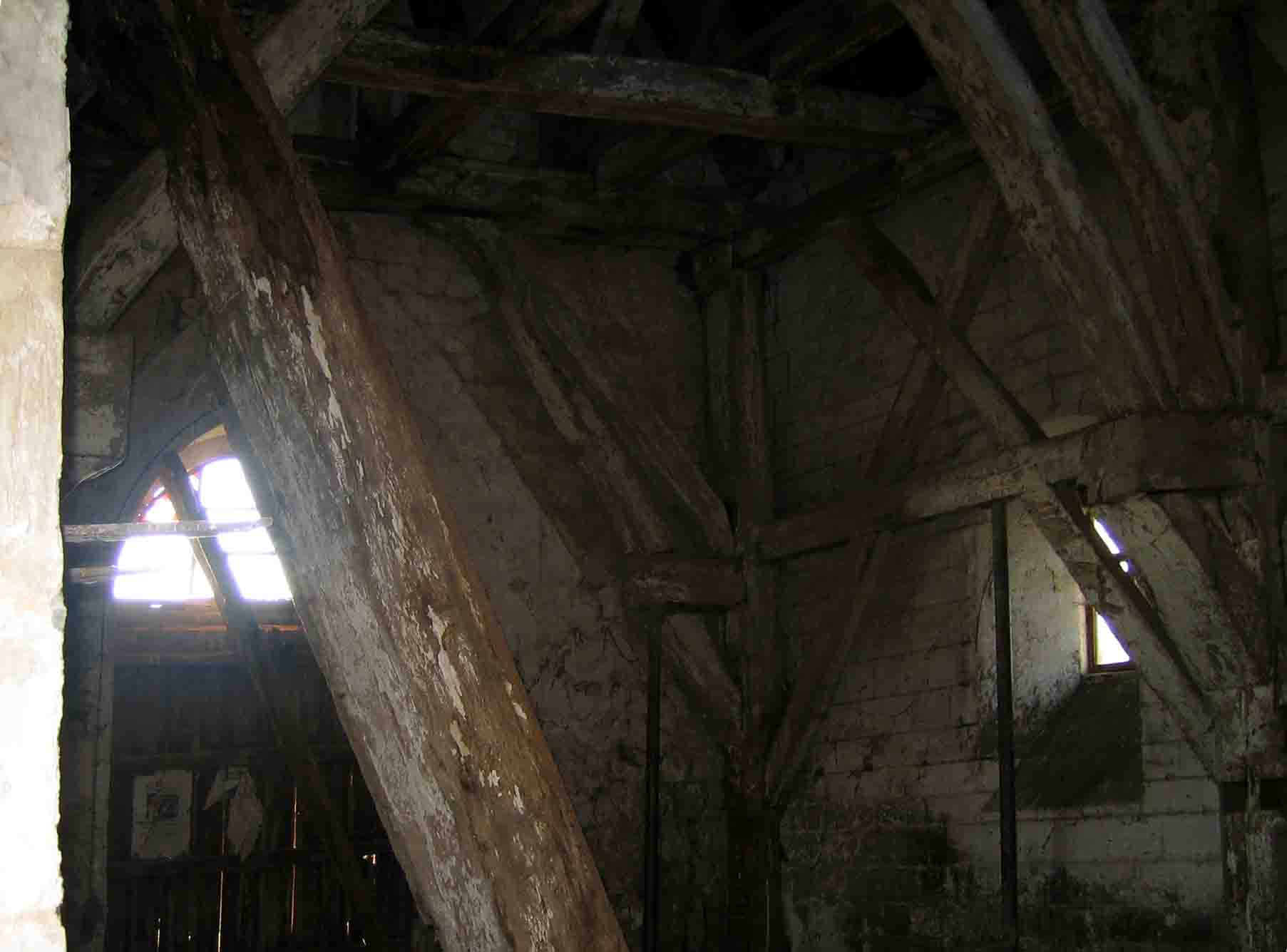
Et pourtant, l'édifice a un autre atout en plus de l'extrême élégance de son clocher : la structure de celui-ci est en charpente, depuis le sol.

Pourtant, en 2010, la situation a pu enfin évoluer et la dépose du clocher fut réalisée en décembre,. Deux ans plus tard, le clocher restauré a été réinstallé et la couverture de la nef menée à bien.

#### Description de l'édifice
Édifice en pierre locale (craie), avec nombreuses réparations en briques et ajout/prolongement à l'est par une sacristie (en briques également). Clocher élancé (surmontant la façade ouest), couvert d'ardoises comme le reste du bâtiment, et intéressant à au moins 2 titres :
- sa silhouette particulière, devenue rare, alors que peut-être bon nombre de clochers picards et normands lui ressemblaient jadis, avant les destructions subies et les transformations opérées depuis le début du XIXe siècle,
- sa charpente complète en bois, depuis le sol, un peu comme les églises « en bois debout » de Norvège et Roumanie.
  - Frettecuisse, sur 4 piliers
  - Orival, signalé en 1908 ... encore existant en 2006 ?

##### Plan et silhouette générale
Sur le plan ci-contre, apparaît en no 4 (dans le chœur, et plus précisément dans le « sanctuaire » sous la fenêtre la plus à l'Est du côté Sud), une « piscine ». Il s'agit d'une petite cuve destinée à recevoir l'eau ayant servi aux baptêmes ou à la purification des objets sacrés.
On notera :
- que le chœur, plus étroit que la nef, est désigné par l'architecte auteur du croquis comme ce qui correspond à l'église initiale.
- une asymétrie entre le flanc nord et le flanc sud, les (contreforts ne sont pas en face les uns des autres, nombre de fenêtres différent).

La silhouette générale de l'édifice est, surtout à cause du clocher, caractérisée par :
- sa pointe effilée avec une base s'élargissant progressivement, jusqu'au beffroi, dont on ne soupçonne pas la forme presque cubique, à cause du traitement esthétique de sa carapace d'ardoises ...
- des abat-son, qui donnent un peu au clocher l'image de deux cornets à glace renversés, encastrés l'un dans l'autre,
- la courbe de leurs deux rebords ou becs d'ardoise que le regard prolonge sans rupture jusqu'à la pente de la façade,
- une charpente octogonale, permettant d'imaginer tout le savoir-faire des maîtres d'œuvre et ouvriers charpentiers et l'investissement supplémentaire qui a pu en découler pour les paroissiens de l'époque, soucieux de ne pas se contenter d'un simple clocher cubique, et recouvert de 2 pans (bâtière) ou 4 pans courts et à faible pente, dont le seul avantage est le moindre coût et la moindre fragilité (faible prise au vent).

##### Extérieur
- Façade Ouest :
- Flanc Sud :
- Côté Est :
- Flanc Nord :

- Le coq, surmontant jadis la pointe du clocher, a été endommagé, mais il n'a pas disparu, puisque récupéré par l'association de sauvegarde de l'église, qui en a pris cette photo après 1991.

##### Intérieur
- Charpente du clocher

La structure dont la base est pratiquement un carré, repose sur 6 piliers. Des modifications furent apportées à cette partie basse de la charpente.
- Cloches
- Les fonts baptismaux

Photo(s), dimensions et description viendront prochainement compléter l'article. Dans l'attente, consulter la 6e vignette ci-dessus !.
- Nef
- Chœur
- Mobilier existant ou ayant existé
- Statues
- Sacristie

#### Église réhabilitée

Église
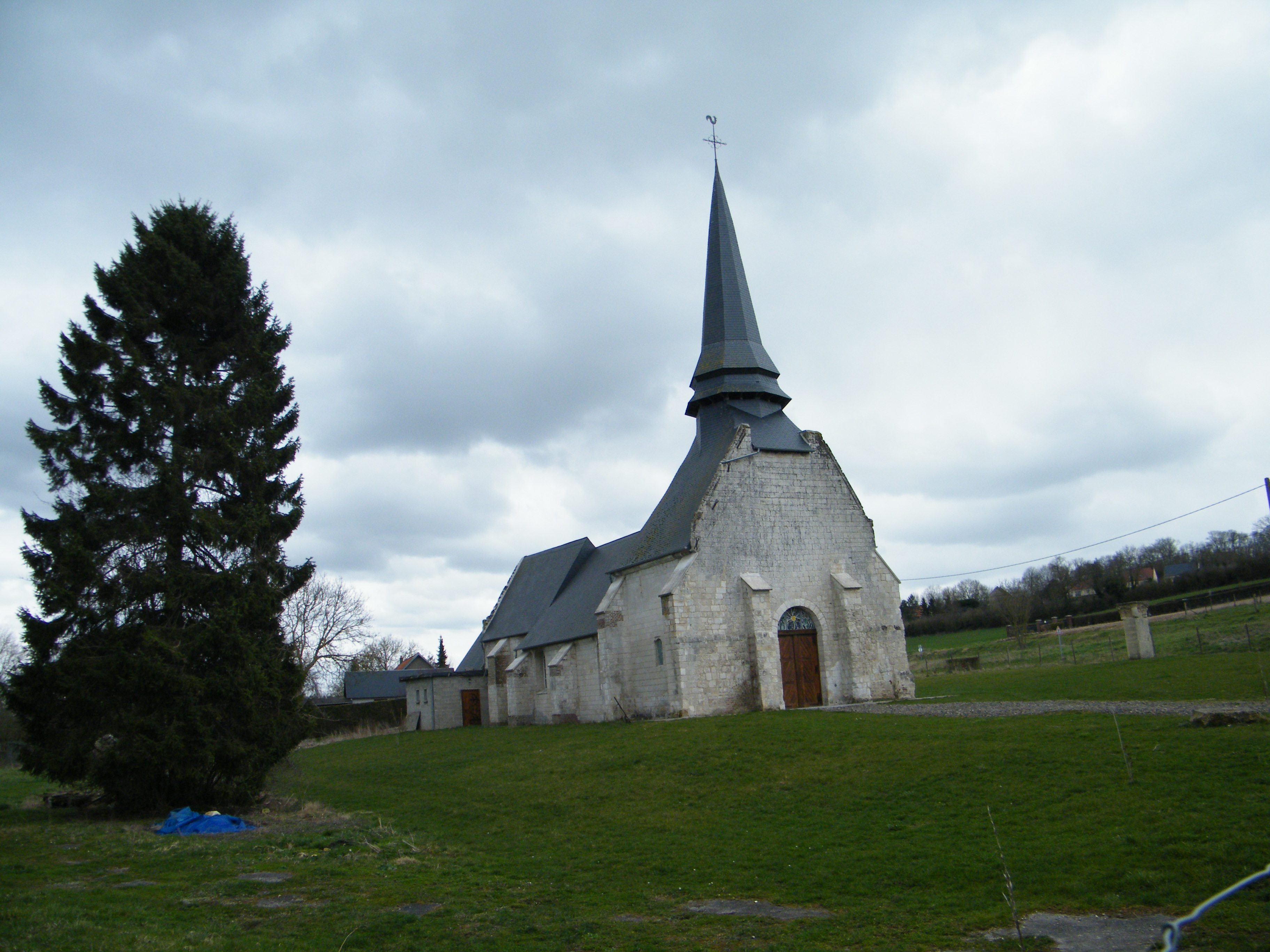
Façade nord.
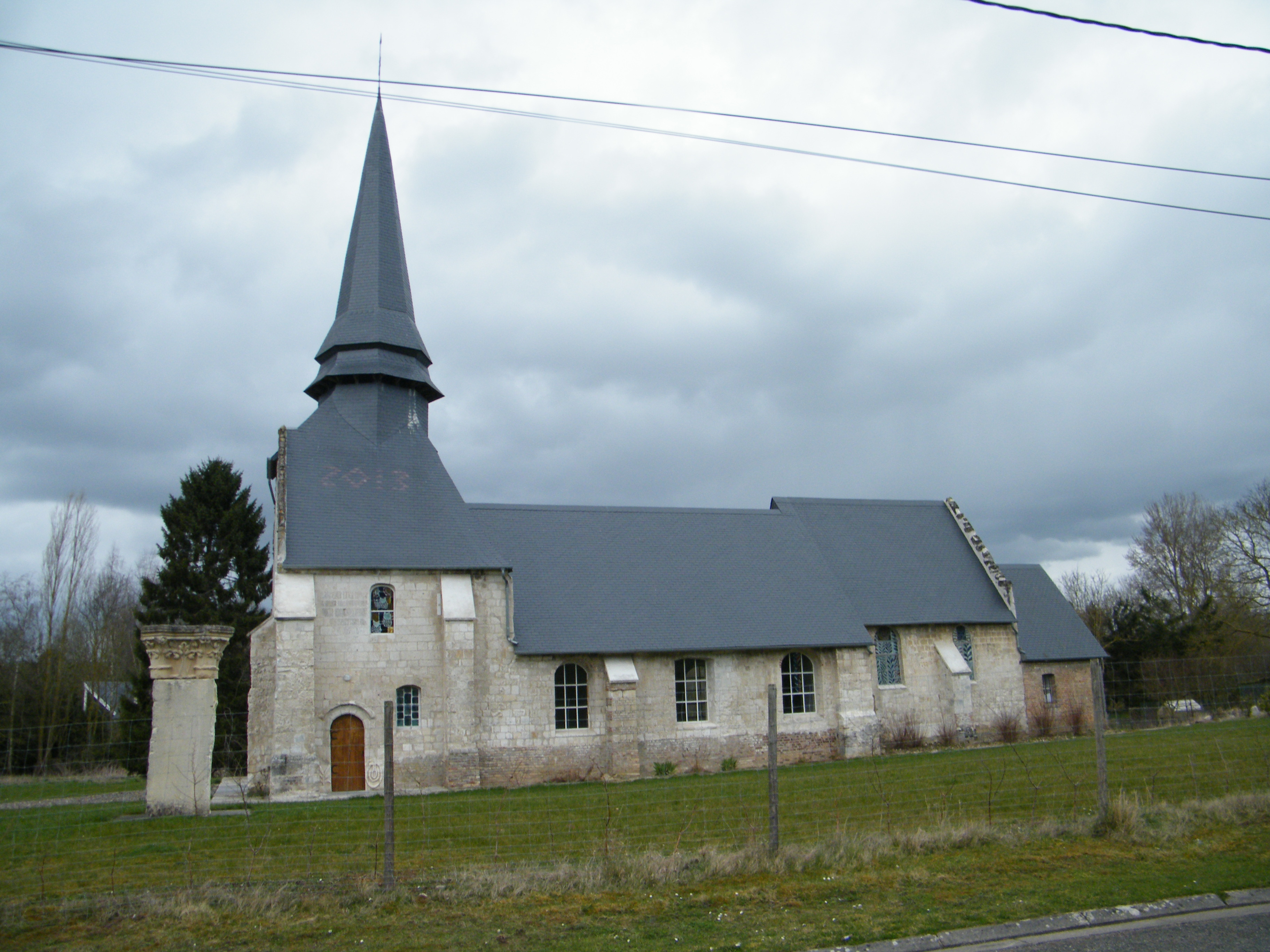
Façade sud.
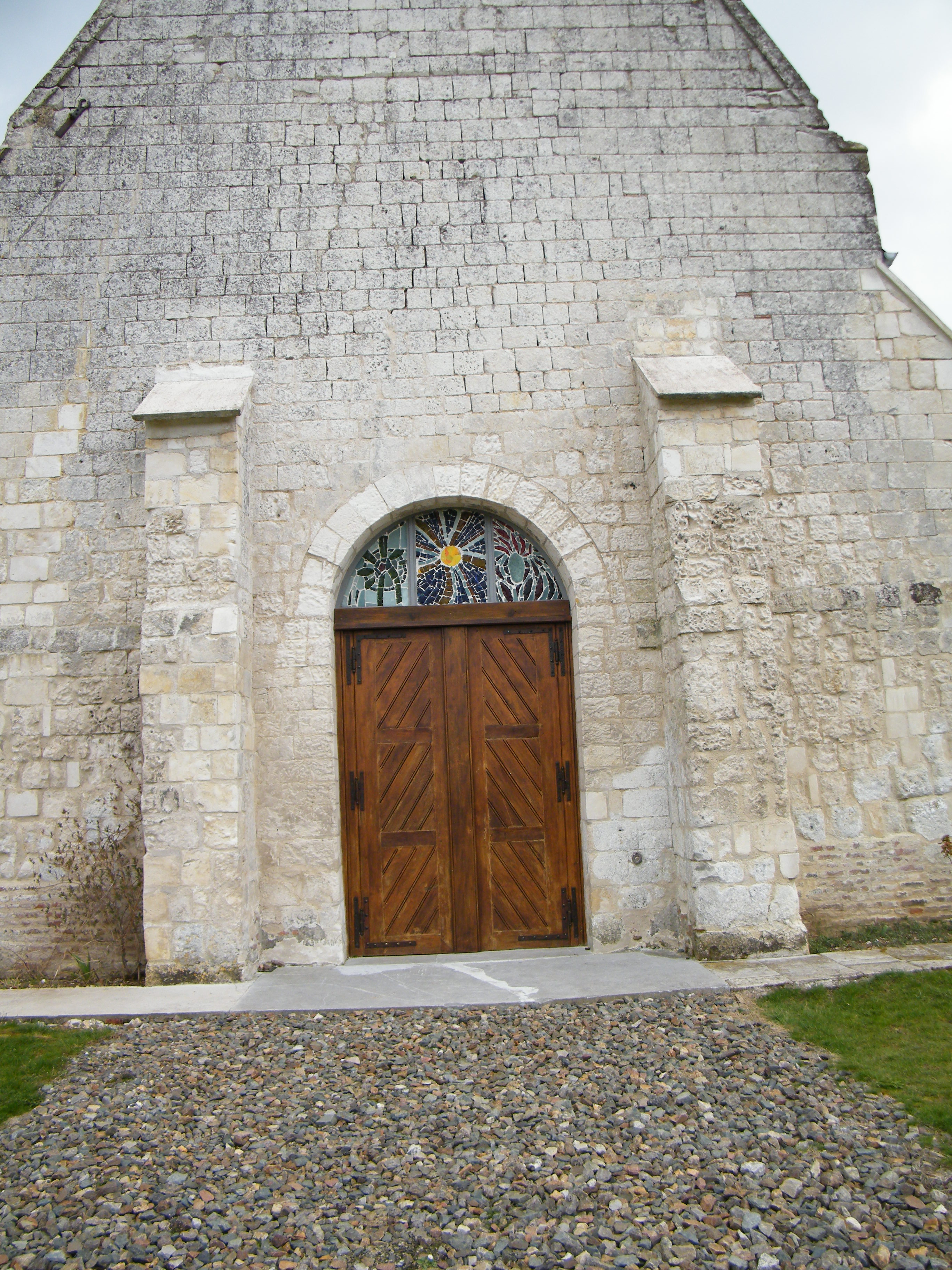
Portail du clocher.
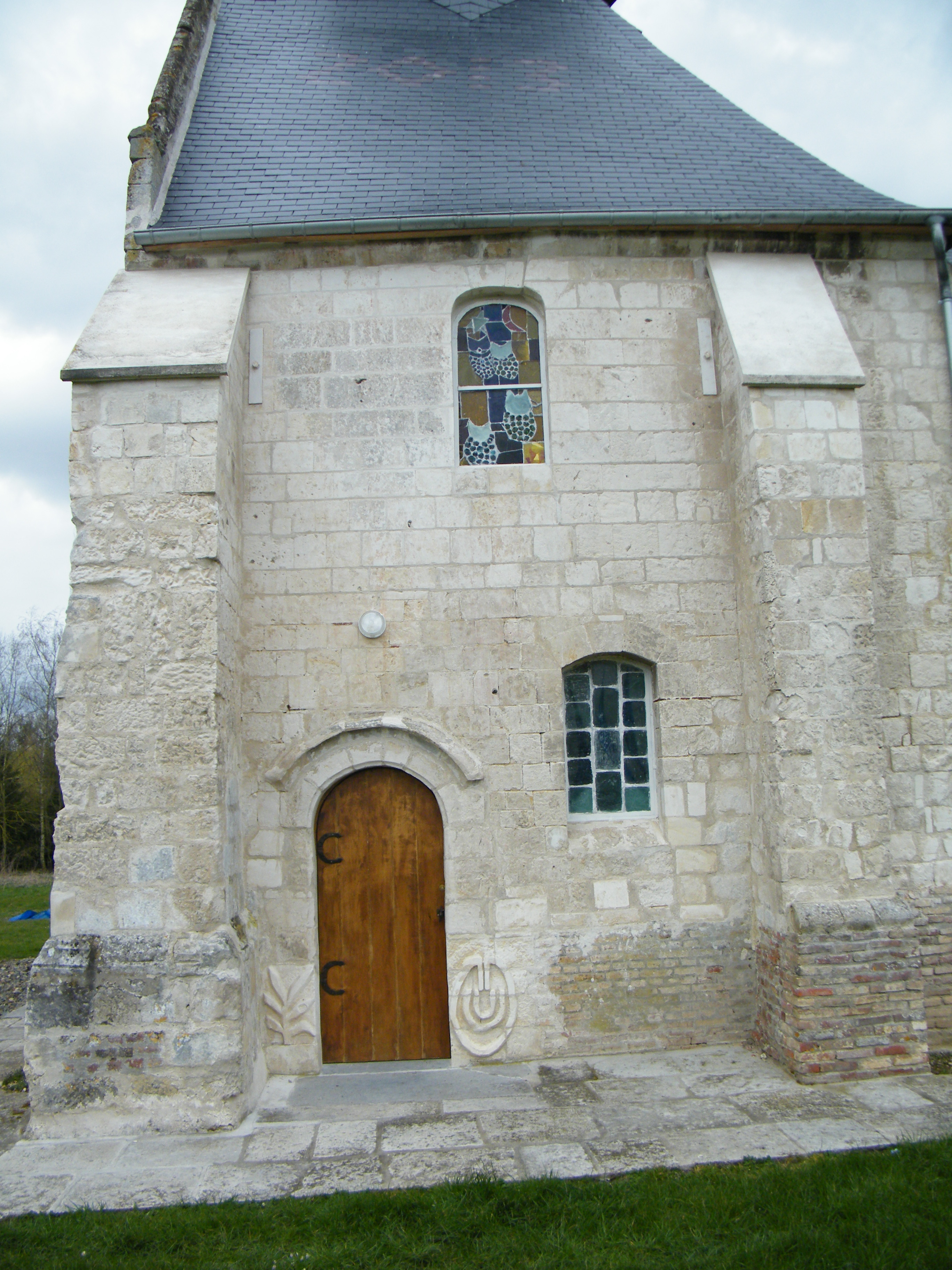
Entrée latérale sud.
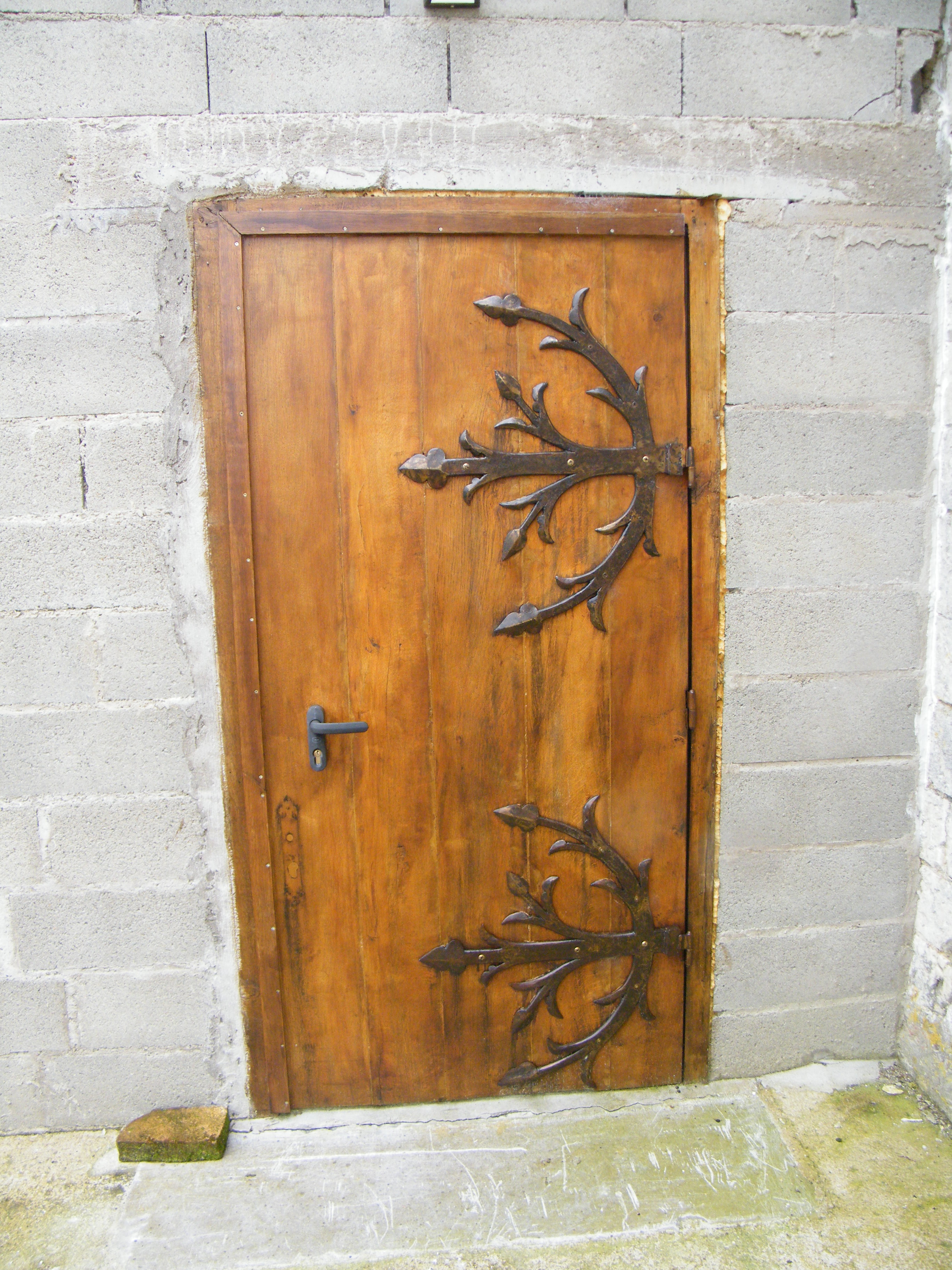
Entrée de l'ancienne sacristie.
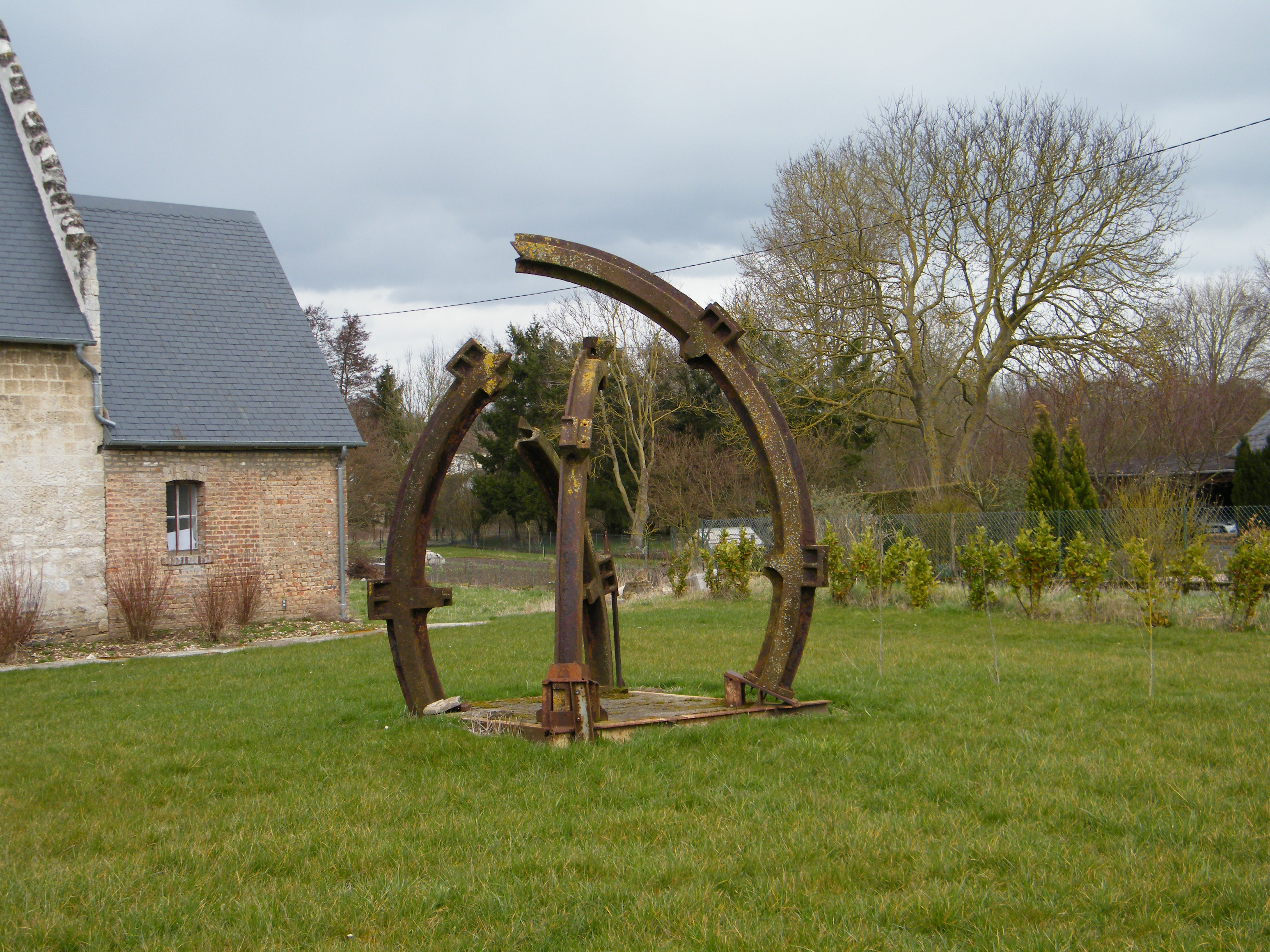
Sculpture « ferroviaire ».

### Mairie-école
Construits après la Deuxième Guerre mondiale, les bâtiments en brique ont perdu leur affectation première et sont destinés au logement locatif.

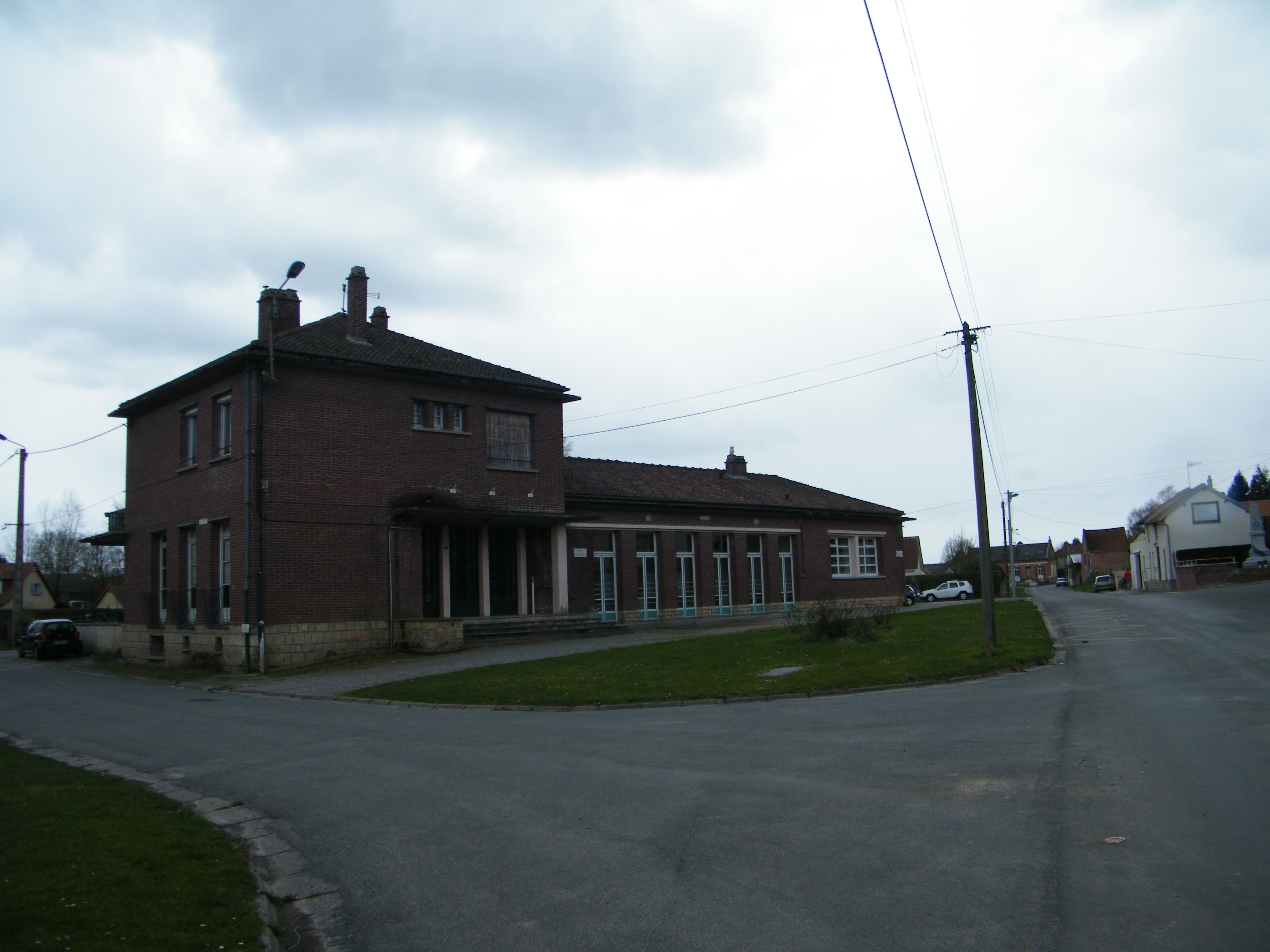
Ancienne mairie-école.

### Monument aux Morts

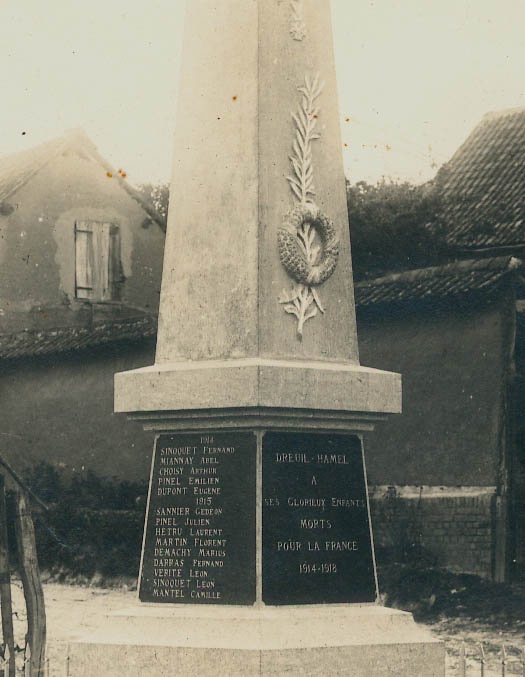
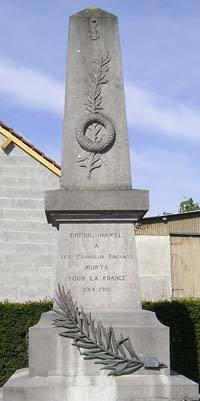